# Saint-Laurent-d’Andenay
Saint-Laurent-d’Andenay település Franciaországban, Saône-et-Loire megyében. Lakosainak száma 966 fő (2022. január 1.). Saint-Laurent-d’Andenay Écuisses, Marcilly-lès-Buxy, Montchanin, Saint-Eusèbe, Saint-Martin-d’Auxy és Saint-Micaud községekkel határos.

## Népesség
A település népessége az elmúlt években az alábbi módon változott:
| Lakosok száma | 1053 | 1028 | 1035 | 1019 | 1012 | 1004 | 997  | 974  | 966  |
|               | 2013 | 2015 | 2016 | 2017 | 2018 | 2019 | 2020 | 2021 | 2022 |